# Коне, Панайотис
Панайо́тис Гео́ргиос Коне́ (греч. Παναγιώτης Γεώργιος Κονέ; род. 26 июля 1987[…], Тирана) — греческий футболист, полузащитник. Выступал в сборной Греции. Участник чемпионата мира 2014 года.

## Клубная карьера

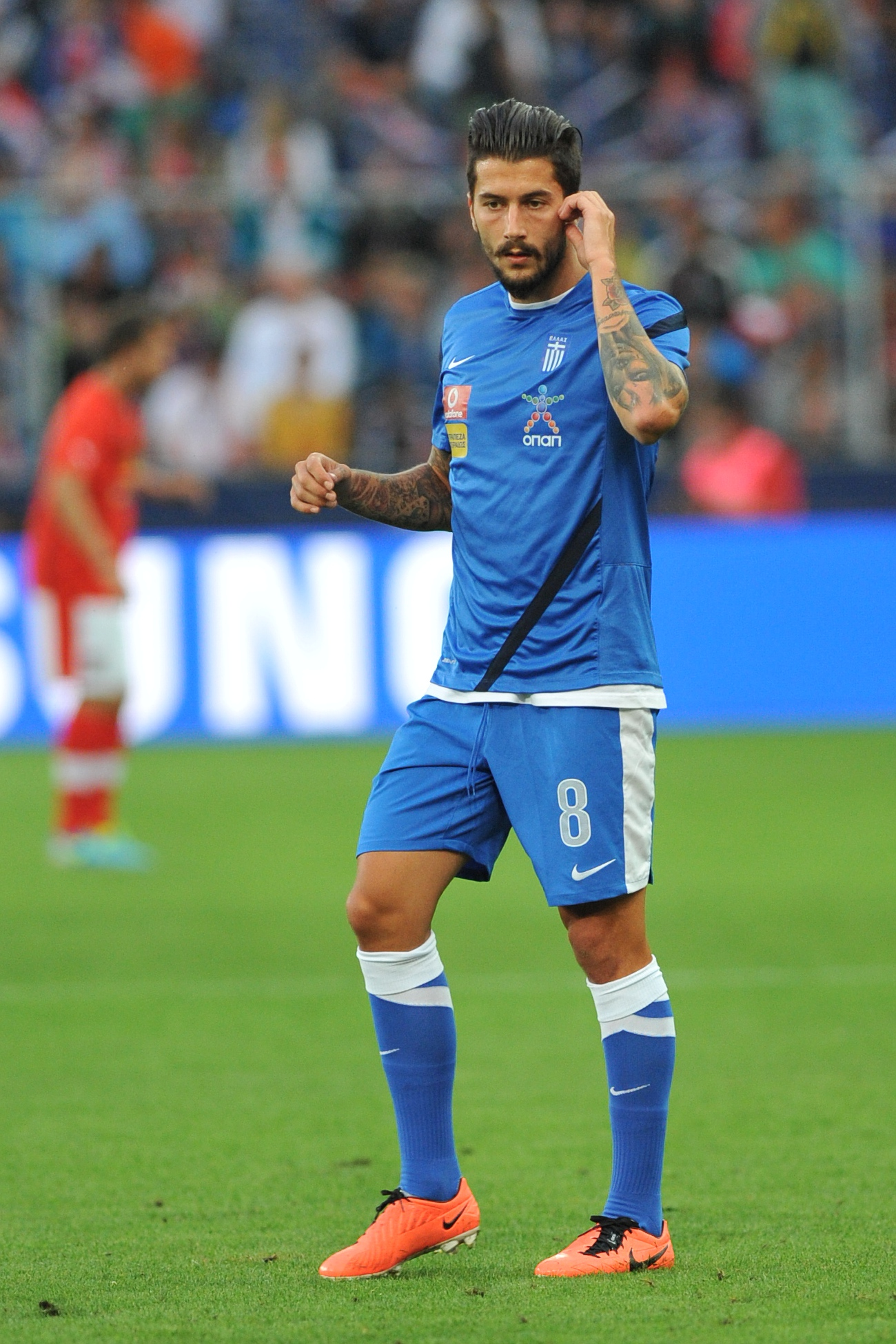
Коне в составе сборной Греции

Панайотис начал заниматься футболом в академии «Олимпиакоса», в возрасте 17 лет им заинтересовался французский «Ланс». Он переехал во Францию за 400 тыс. евро, но уже через год вернулся на родину, где подписал свой первый профессиональный контракт с клубом АЕК.
Летом 2008 года Коне перешёл в «Ираклис». 13 сентября в поединке против «ОФИ» он дебютировал за новый клуб. 9 ноября в поединке против «Левадиакоса» Панайотис забил свой первый гол за «Ираклис». Коне провёл в клубе два сезона и несмотря на постоянную игровую практику, не имел твёрдого места в основе.
В июле 2010 года Панайотис перешёл в итальянскую «Брешиа». Сумма трансфера составила 800 тыс. евро. 29 августа в матче против «Пармы» он дебютировал в Серии А. 26 сентября в поединке против «Бари» Коне забил свой первый и единственный гол за «Брешиа». Летом 2011 года на правах аренды он перешёл в «Болонью». 21 декабря во встрече против «Ромы» Панайотис дебютировал за новый клуб. 26 февраля 2012 года в матче против «Удинезе» он забил свой первый гол за новую команду. По окончании сезона «Болонья» выкупила трансфер Коне.
Летом 2014 года после чемпионата мира в Бразилии Коне перешёл в «Удинезе». 31 августа в матче против «Эмполи» он дебютировал за новый клуб. 22 марта в поединке против «Фиорентины» Панайотис забил свой первый гол за клуб. В начале 2016 года Панайотис на правах аренды перешёл в «Фиорентину». 10 апреля в матче против «Эмполи» он дебютировал за «фиалок», заменив во втором тайме Йосипа Иличича. В начале 2017 года Коне на правах аренды перешёл в испанскую «Гранаду». 17 февраля в матче против «Бетиса» он дебютировал в Ла Лиге. Летом того же года Панайотис вернулся в АЕК.
31 января 2019 года Коне стал первым игроком новообразованного клуба австралийской Эй-лиги из западного Мельбурна, подписав двухлетний контракт. В июле 2020 года Коне покинул «Уэстерн Юнайтед» и вернулся в Европу.

## Международная карьера
Коне выступал за юношескую и молодёжную сборные Греции.
17 ноября 2010 года в товарищеском матче против сборной Австрии Панайотис дебютировал за сборную Греции. В 2012 году он был включен в расширенный список кандидатов на участие в Евро-2012, но в финальную заявку не попал.
7 июня 2014 года в товарищеском матче против сборной Боливии Панайотис забил свой первый гол за национальную команду. В том же году Коне попал в заявку сборной для участия в чемпионате мира в Бразилии. На турнире он сыграл в матчах против команд Колумбии, Японии и Кот-д’Ивуара.

### Голы за сборную Греции
| #   | Дата            | Место                         | Противник | Результат | Соревнование                         |
| --- | --------------- | ----------------------------- | --------- | --------- | ------------------------------------ |
| 01. | 7 июня 2014     | Ред Булл Арена, Гаррисон, США | Боливия   | 2:1       | Товарищеский матч                    |
| 02. | 11 октября 2015 | Караискакис, Пирей, Греция    | Венгрия   | 4:3       | Чемпионат Европы 2016 (квалификация) |